# Гаварно Риновата (Бергамо)
Гаварно Риновата је насеље у Италији у округу Бергамо, региону Ломбардија.
Према процени из 2011. у насељу је живело 1164 становника. Насеље се налази на надморској висини од 317 м.